# Heteropogon melanocarpus
Heteropogon melanocarpus là một loài thực vật có hoa trong họ Hòa thảo. Loài này được (Elliott) Benth. mô tả khoa học đầu tiên năm 1881.